# 笠沙町
笠沙町（かささちょう）は、鹿児島県川辺郡の南西にあった町である。町域は野間半島の大部分を占めた。2005年11月7日、加世田市・大浦町・坊津町・金峰町と合併し、南さつま市となった。
黒瀬杜氏に「一どん」と「黒瀬杜氏」と言う芋焼酎がある。

## 歴史
- 1889年（明治22年）4月1日 - 町村制施行により、大浦村・赤生木村・片浦村の区域より西加世田村が成立。
- 1922年（大正11年）12月31日 - 笠砂村と改称。
- 1940年（昭和15年）11月10日 - 町制を施行し笠沙町と改称。
- 1951年（昭和26年）4月1日 - 笠沙町から大字大浦の区域が分立し、大浦村が設置される[1]。
- 2005年（平成17年）11月7日 - 加世田市・川辺郡大浦町・坊津町及び日置郡金峰町と合併し南さつま市となり消滅[2]。

## 町名の由来
『日本書紀』の天孫降臨の段に、ニニギノミコトが降臨した後に「吾田の長屋の笠狭の碕に到る」（一書の六では「吾田の笠狭の御碕に到り、遂に長屋の竹嶋に登る」）とある。「吾田（阿多）」は『日本書紀』では薩摩の総名として使用されており、笠狭を加世田とする説が行われてきた。長屋はその西の長屋山、竹嶋は野間岬に比定されるという。「笠狭の碕」を野間岬とする説はたとえば『三国名勝図会』などに見えており、『大日本地名辞書』では『薩藩勝景百図考』を引いて笠狭碕を野間岬とする。
漢字には「笠狭」「笠砂」「笠沙」の3通りがある。日本書紀では「笠狭」、古事記では「笠沙」を使用している。
記紀の笠狭・笠沙の比定地であることから、1923年（大正11年）の村会で笠砂村に改称することを決議、翌年1月1日に改称された:42-44。1940年（昭和15年）に笠沙町に改称した:67。町名になる以前には、この一帯に「笠沙」という地名は、字名としても広域地名としても存在しなかった。
1940年の紀元二千六百年記念行事では、野間半島一帯の4箇所が神代聖蹟の地に指定され、野間岳山頂・宮ノ山山腹・野間岬・黒瀬西脇海岸に碑が建てられた:62-64。

## 行政
- 町長：中尾昌作

### 人口
- 総人口 3,838 人
- 男性人口 1,725 人
- 女性人口 2,113 人
- 年少人口 368 人
- 生産年齢人口 1,865 人
- 老齢人口 1,605 人
  - 総務省統計局「平成12年国勢調査」より

### 中学校
- 笠沙町立笠沙中学校 （片浦、合併後の2013年に大浦中学校と統合し大笠中学校となる）

### 小学校

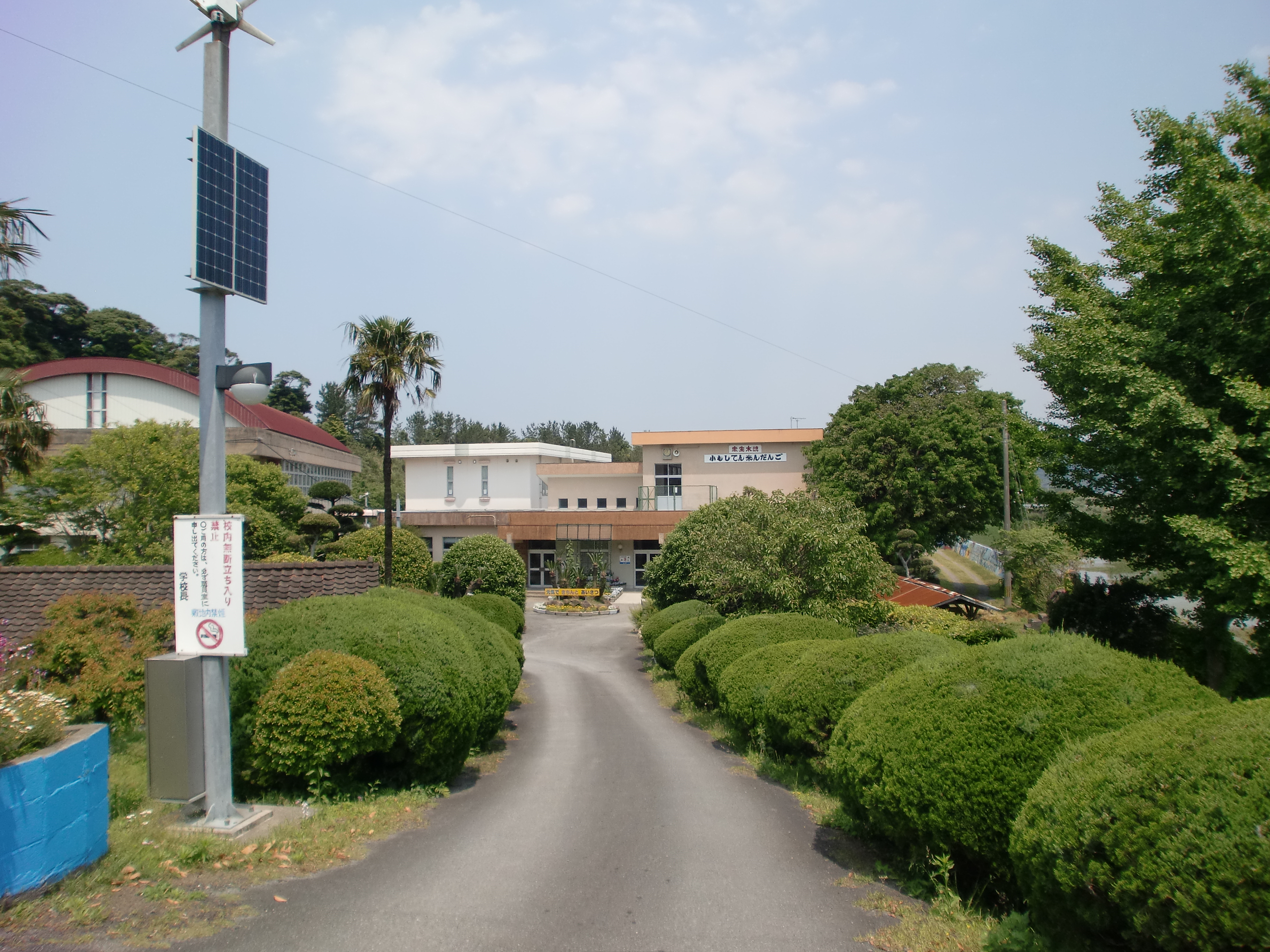
笠沙町立赤生木小学校（赤生木）
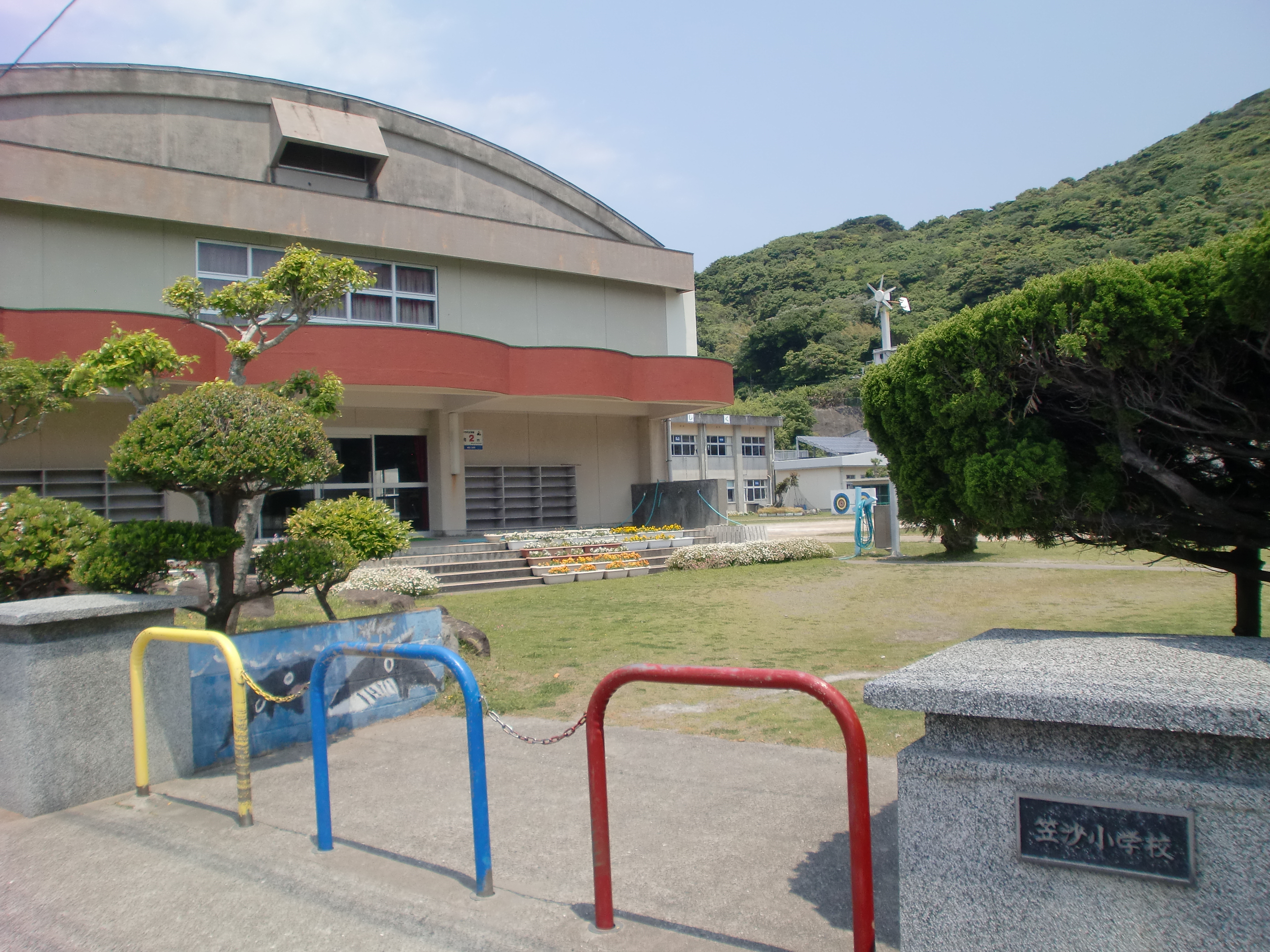
笠沙町立笠沙小学校 （片浦）
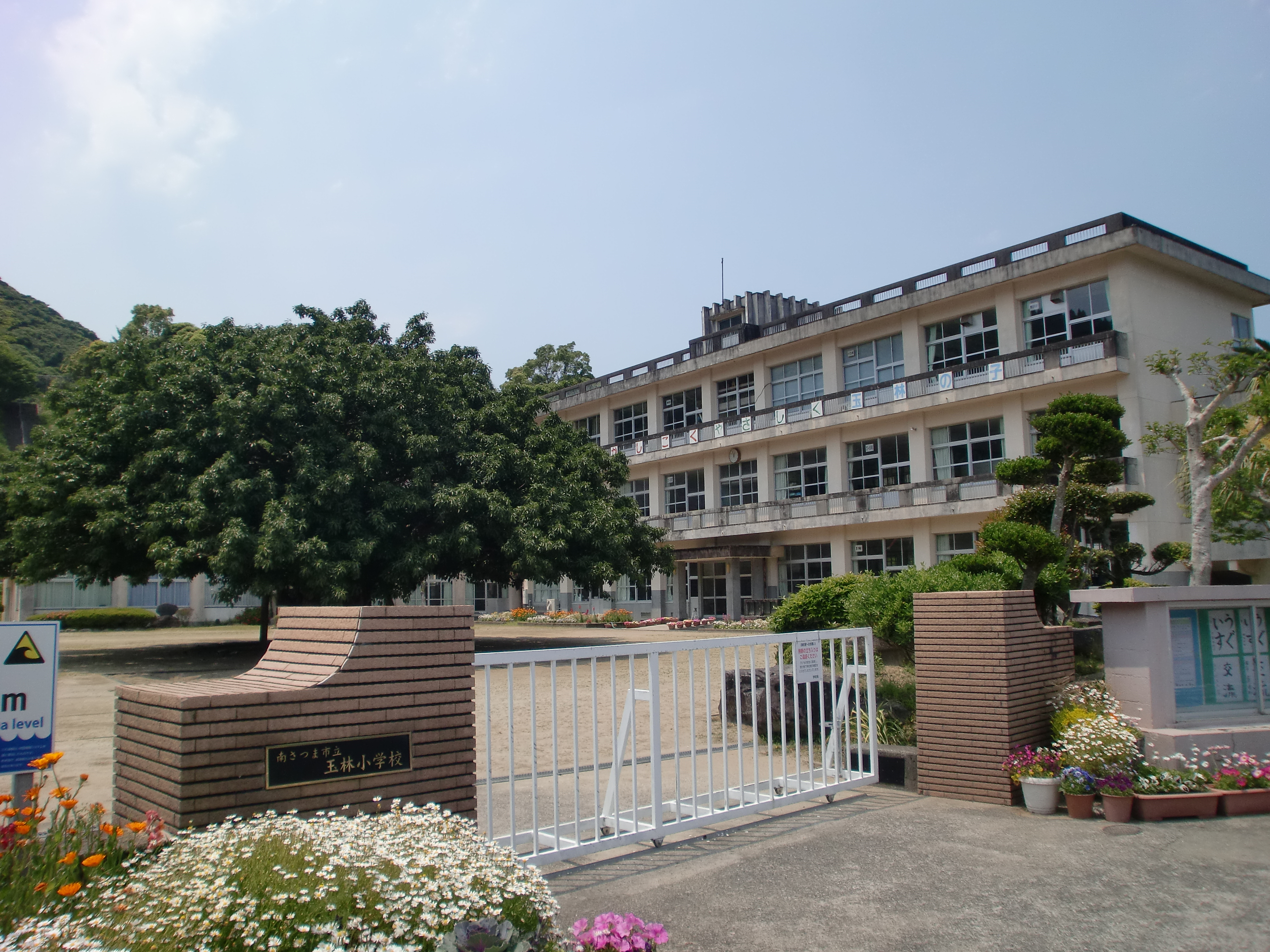
笠沙町立玉林小学校 （片浦）

2014年4月に３つの小学校が統合され、旧笠沙中学校跡地に「南さつま市立笠沙小学校」として新たに開校。

## 交通

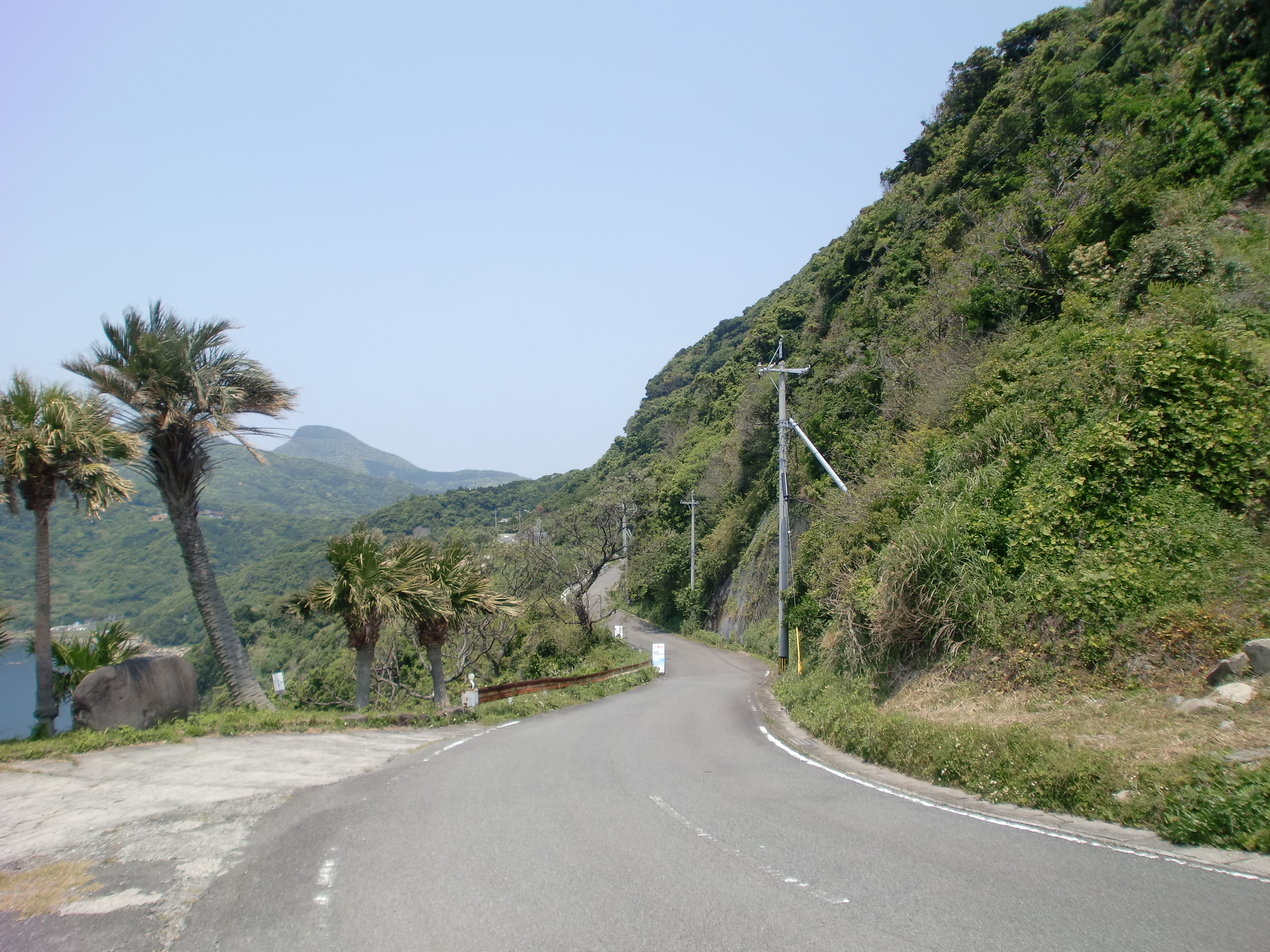
黒瀬海岸付近の国道226号

### 鉄道路線
町内を鉄道路線は通っていない。最寄り駅はJR九州指宿枕崎線枕崎駅だが、同線は鹿児島中央駅に向かって大きく迂回した経路をとっていて所要時間がかかる上に本数も少ないため、実用上は利用しづらい。

### 道路
- 一般国道
  - 国道226号
- 一般県道
  - 鹿児島県道267号野間池港線

## 名所・旧跡・観光スポット・祭事・催事
- お伊勢講祭り（2月11日）
- 野間神社例祭（2月20日）
- MUSEUM RESORT、笠沙恵比寿（2000年オープンの観光宿泊施設[9]、2022年に日清丸紅飼料に譲渡され水産用飼料の研究開発拠点となる予定[9]）

## 主な出身者
- 宮路和明 - 政治家（衆議院議員）
- 若松育美 - 陸上競技選手。